# Aldo (prénom)
Pour les articles homonymes, voir Aldo.
Aldo est un prénom germanique dérivé d'Ald qui signifie « noble », « ancien ». Dans sa version méditerranéenne, l'origine d'Aldo viendrait du diminutif du prénom italien Rinaldo, forme latinisée (Reginaldus) du prénom germanique Reynold , qui donne Renaud en français. Localement il est fêté le 31 mars et en France tous les 26 avril, la journée officielle du muguet.

## Popularité
Aldo a connu deux grandes périodes de popularité au XXe siècle : une première entre 1920 et 1935, et une seconde dans les années 1950 et 1960, avec un pic d'une centaine de naissances en 1958. De manière générale, il reste un prénom rare, étant attribué à une vingtaine d'enfants par an seulement.

## Sources et références
1. ↑  « Prénom Aldo - Guide des prénoms - Le Parisien », sur pratique.leparisien.fr (consulté le 3 juillet 2022)